# E.N.G. - Presa diretta
E.N.G. - Presa diretta (E.N.G.) è una serie televisiva canadese in 96 episodi trasmessi per la prima volta nel corso di 5 stagioni dal 1989 al 1994.
È una serie del genere drammatico incentrata sulle vicende del personale di un network televisivo canadese, E.N.G. (Electronic News Gathering).

## Personaggi e interpreti

### Personaggi principali
- Ann Hildebrandt (stagioni 1-5), interpretata da Sara Botsford.
- Jake Antonelli (stagioni 1-5), interpretato da Mark Humphrey.
- Mike Fennell (stagioni 1-5), interpretato da Art Hindle.

### Personaggi secondari
- Adam Hirsch (stagioni 3-4), interpretato da Victor Garber.
- Martha Antonelli (stagioni 1-2), interpretata da Maria del Mar.
- Carrie Fennell (stagioni 1-5), interpretata da Amber Lea Weston.
- Tom Kennedy (stagione 4), interpretato da Eugene Robert Glazer.
- Tessa Vargas (stagione 4), interpretata da Andrea Roth.
- Clark Roberts (stagione 3-4),interpretato da Clark Johnson.
- Cluade (stagioni 2-4), interpretato da Charles W. Gray.
- Christy Callwood (stagione 2), interpretata da Barbara Hamilton.
- Poliziotto (stagioni 2-3), interpretato da Junior Williams.
- Elliot Morgan (stagione 3), interpretato da Robert Wisden.
- Nick Seville (stagioni 1-4), interpretato da David Ferry.
- Dottor Blythe (stagioni 1-3), interpretato da Martin Doyle.
- Mayor Dane (stagione 1), interpretato da Lawrence Dane.
- Suzane Gerschen (stagione 1), interpretata da Deborah Grover.
- Laura Berryman (stagioni 2-4), interpretata da Catherine Bruhier.
- Bridget Halliday (stagioni 2-4), interpretata da Jennifer Dale.
- Jim Baldwin (stagioni 2-4), interpretato da Barclay Hope.
- Jamie Hart (stagione 4), interpretato da Patrick Galligan.

## Produzione
La serie, ideata da Bryce Zabel e Brad Markowitz, fu prodotta da Alliance Communications Corporation, Canadian Television e Téléfilm Canada e girata a Toronto in Canada.
Dopo 5 stagioni  e 96 episodi trasmessi, il 22 marzo 1994 la CTV ha ufficialmente cancellato la serie per scarsi ascolti.

### Registi
Tra i registi sono accreditati:
- Art Hindle in 5 episodi (stagioni 3-5)
- Peter Rowe
- Mario Azzopardi
- George Bloomfield
- Timothy Bond
- René Bonnière
- Ryszard Bugajski
- Ken Girotti
- Bruce Pittman

### Sceneggiatori
Tra gli sceneggiatori sono accreditati:
- Bryce Zabel in 2 episodi (stagione 1)
- Barbara Samuels

## Distribuzione
La serie fu trasmessa in Canada dal 26 ottobre 1989 al 17 marzo 1994  sulla rete televisiva CTV. In Italia è stata trasmessa dal 1991 su RaiUno con il titolo E.N.G. - Presa diretta.
È stata distribuita anche in Francia con il titolo E.N.G. reporters de choc dal 7 marzo 1992, negli Stati Uniti d'America (in syndication e poi su Lifetime Television durante la stagione 1990-91) e nel Regno Unito su Channel 4.

## Episodi
| Stagione         | Episodi | Prima TV Canada |
| ---------------- | ------- | --------------- |
| Prima stagione   | 26      | 1989-1990       |
| Seconda stagione | 20      | 1990-1991       |
| Terza stagione   | 18      | 1991-1992       |
| Quarta stagione  | 18      | 1992-1993       |
| Quinta stagione  | 14      | 1993-1994       |